# Kussenlava

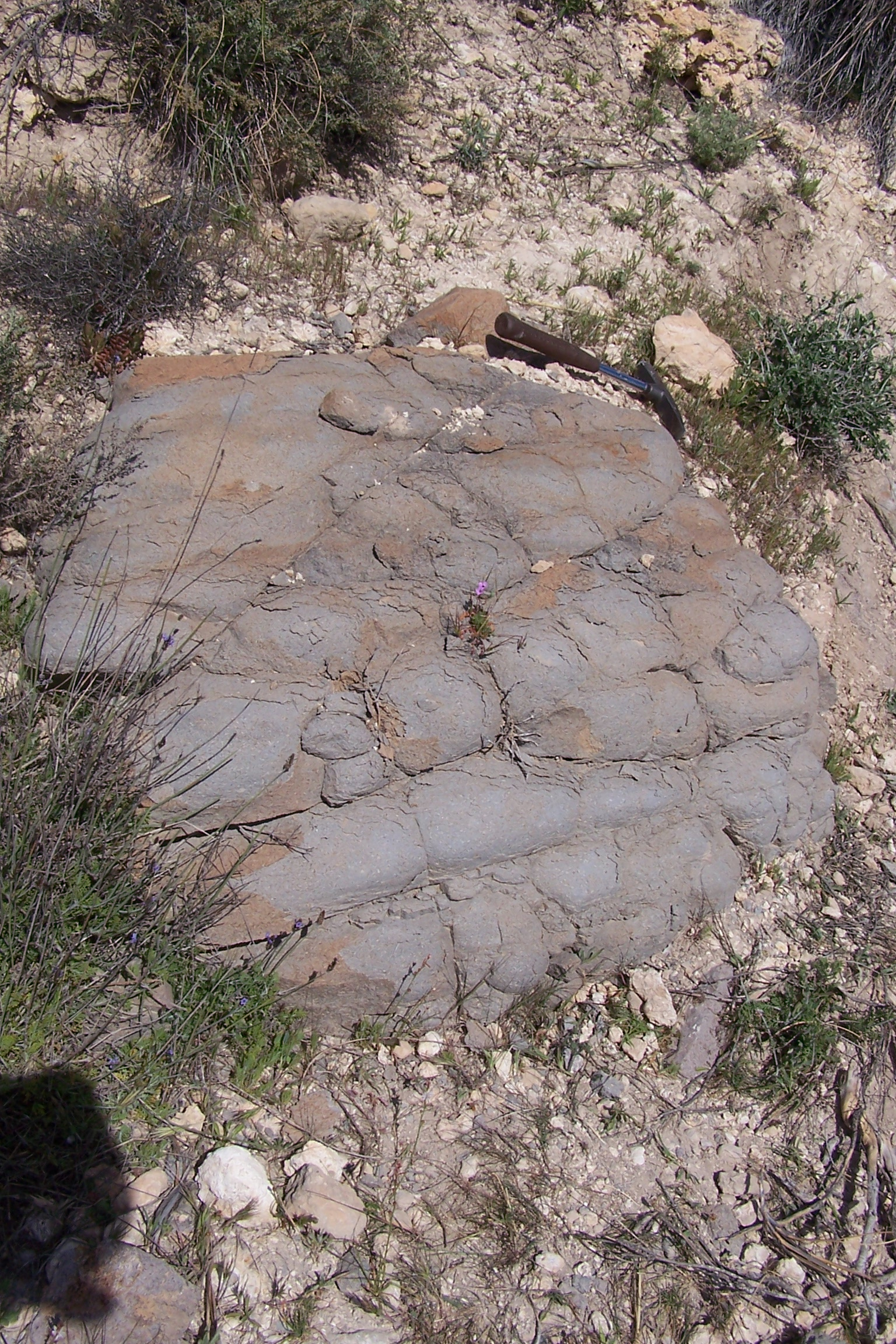
Kussenlava in ontsluiting, Cabo de Gata, Spanje

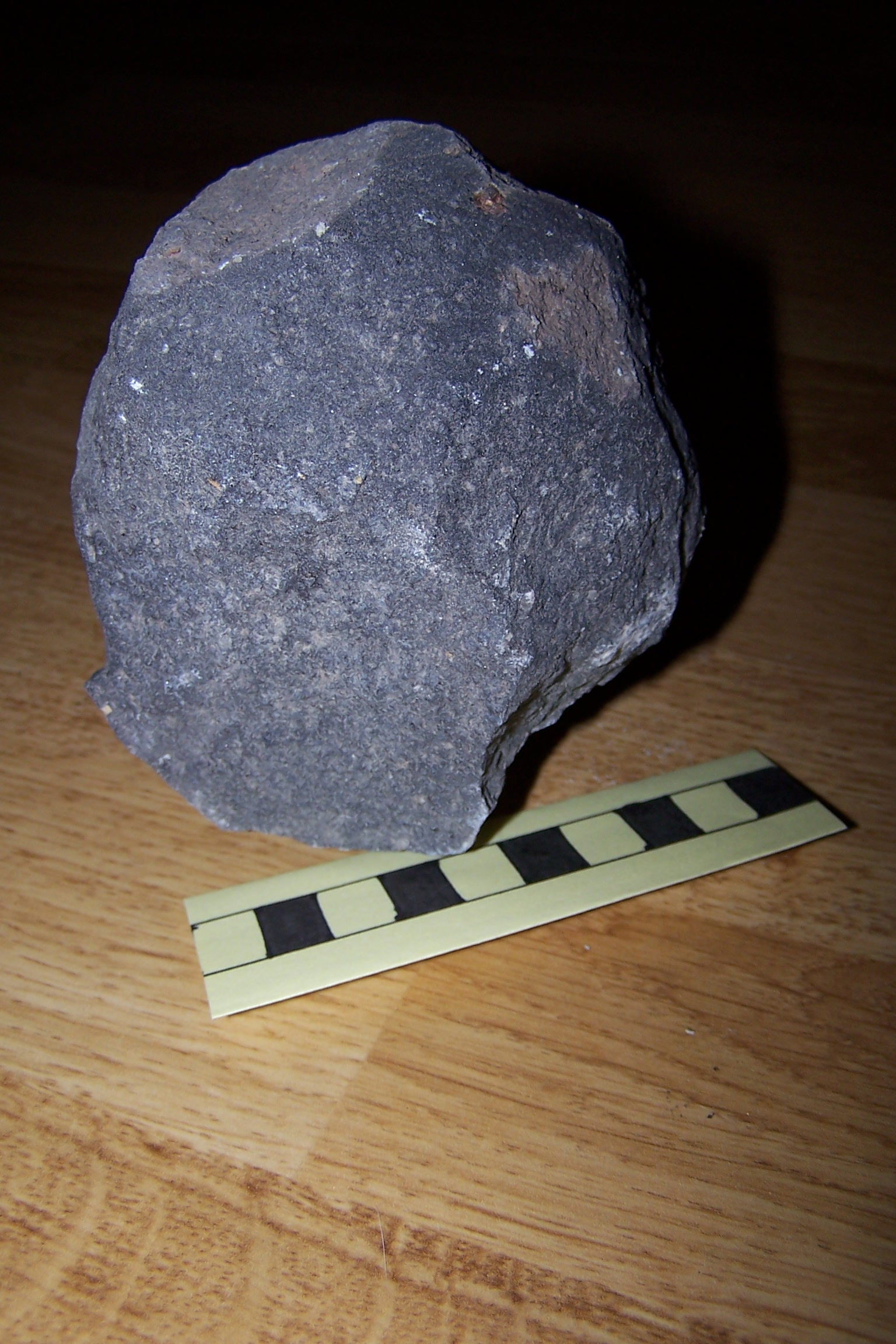
Kussenlava (handstuk), blokjes zijn 1x1 cm

Kussenlava is een vorm van uitvloeiingsgesteente, dat het uiterlijk heeft van min of meer op elkaar gestapelde ellipsoïdes. De individuele kussens zijn doorgaans tussen de 5 cm en 5 meter in diameter.

## Ontstaan
Kussenlava ontstaat bij vulkanische erupties onder water. Doordat het oppervlak van een lavastroom die blootgesteld wordt aan het water erg snel afkoelt, ontstaat er op de min of meer vloeibare lavastroom een gestolde laag die de lava afremt. Omdat de lavastroom onder die steeds dikker wordende gestolde laag door wil stromen naar boven toe, ontstaat verse aanvoer van lava. Dit resulteert in het knollige voorkomen van het stollingsgesteente.

## Eigenschappen
Kussenlava heeft meestal een basaltische of andesitische samenstelling; het is vrij mafisch gesteente. Typisch voor "perfecte" kussenlava's is een structuur die in het Engels quenching genoemd wordt. Dit radiale patroon van breuken in het gesteente ontstaat doordat de kussens heel snel afkoelen en zo "schrikken". De kussenlava's zijn meestal donkergekleurd en kleuren door verwering roestbruinig. 

## Voorkomen
Kussenlava kan overal ter wereld gevormd worden in vulkanische gebieden waar onderwater vulkanisme plaatsvindt. Kussenlava maakt zo ook deel uit van een ofiolietopeenvolging.